# ۱۴۱ (قمری)
۱۴۱ (قمری)، صد و چهل و یکمین سال در گاهشماری هجری قمری است. اول محرم این سال برابر با هجدهم مه سال ۷۵۸ میلادی است.